# Interleukine 17

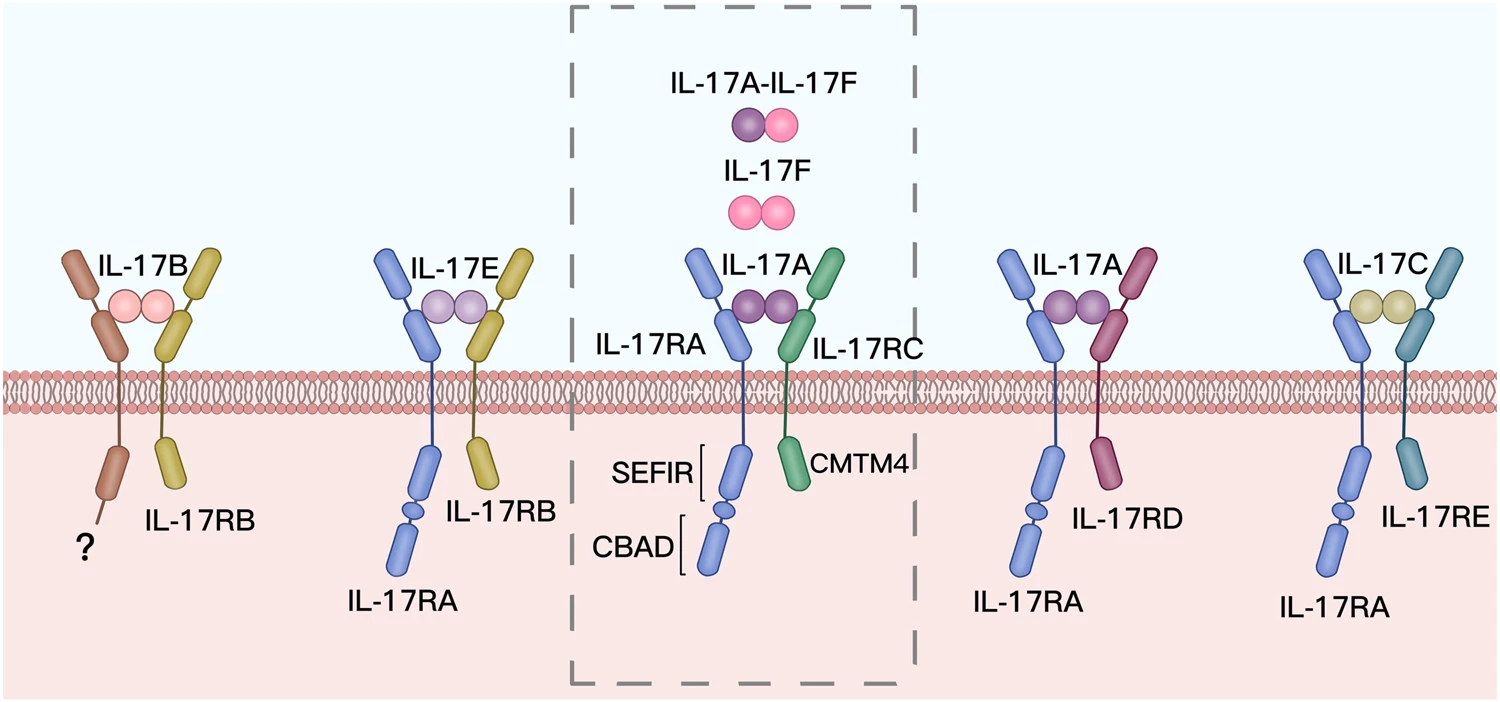
Familles de cytokines et de récepteurs de l’IL-17. La famille IL-17 comprend six cytokines. La famille des récepteurs IL-17 se compose de cinq récepteurs distincts partageant le domaine SEFIR, un motif cytoplasmique. L'IL-17RA est la sous-unité commune à tous les récepteurs et le domaine CBAD est unique à l'IL-7RA. Différentes sous-unités se combinent les unes avec les autres pour former différents récepteurs hétérodimères

L'interleukine 17 (IL-17 ou IL-17A) est une cytokine à l'origine de la famille de cytokines IL-17. 
IL-17A a été à l'origine identifiée comme un transcrit d'une cellule T hybridome chez un rongeur. L'IL-17A est essentiellement produite par les lymphocytes T auxiliaires CD4. L'IL-17A agit sur les tissus à travers un récepteur, constitué par les sous-unités IL-17RA et IL-17RC, et induit la sécrétion de chimiokines comme l'interleukine 8, qui permettent le recrutement de neutrophiles. Les lymphocytes NK, les lymphocytes T CD8+, les lymphocytes T γδ., les cellules dendritiques, les macrophages et d'autres cellules produisent également cette cytokine et sont appelés cellules de type 17 ,.

## Famille des cytokines de l'IL-17
La famille des cytokines de l'IL-17 comporte six membres appelés IL-17A, IL-17B, IL-17C, IL-17D, IL-17E et IL-17F. Ces cytokines ont en commun la présence de résidus cystéines particuliers. L'IL-17F a l'homologie en acides aminés la plus élevée avec l'IL-17A (50 %) alors que l'IL-17E a l'homologie la moins élevée (16 %). L'IL-17A et l'IL-17F sont produites par une sous-population de lymphocytes T auxiliaires appelés lymphocytes Th17 (par analogie avec les lymphocytes Th1 et Th2), .
Il existe cinq récepteurs à l'IL-17 identifiés, nommés IL-17RA à IL-17RE.
Bien que l’activation du récepteur des lymphocytes T soit nécessaire à la synthèse de l’interleukine 17 par les lymphocytes T CD4+ et les  lymphocytes  T CD8+, les cellules immunitaires innées produisent de l’interleukine 17 en raison de la présence d’autres cytokines inflammatoires, en particulier de l’interleukine 1 et l’interleukine 23 .

### Rôle de l'IL-17A
Les souris déficientes pour l'IL-17A sont fertiles et n'ont pas de défaut majeur apparent, suggérant que cette cytokine n'a pas de rôle essentiel dans le développement. L'IL-17A semble plutôt avoir un rôle important au cours des infections par des bactéries extracellulaires comme Klebsiella pneumoniae, ou par des levures comme Candida albicans. De même une anomalie du récepteur de cette cytokine entraîne une sensibilité accrue à ces infections. Chez l'homme, plusieurs mutations génétiques conduisant à un défaut de production d'IL-17A ou un défaut de réponse à cette cytokine ont été identifiées. Ces mutations sont associées à une susceptibilité aux candidoses cutanéomuqueuses et, dans une moindre mesure, aux infections par Staphylococcus aureus. Un rôle de l'IL-17A a été démontré dans les modèles murins expérimentaux de plusieurs pathologies auto-immunes (sclérose en plaques, arthrite rhumatoïde, psoriasis) et dans les maladies inflammatoires chroniques intestinales.

## Cible thérapeutique
Plusieurs études cliniques basées sur l'utilisation d'anticorps monoclonaux bloquant cette cytokine, soit directement (comme le ixekizumab) ou par l'intermédiaire de son récepteur (comme le brodalumab), ont été réalisées ou sont en cours,. le secukinumab est un autre anticorps monoclonal ciblant l'interleukine 17A.
Il existe une certaine efficacité à court terme sur le psoriasis,.
Le bimékizumab est un anticorps monoclonal ciblant l’interleukine 17A, 17F et 17AF,.
Toutefois, un taux bas d'interleukine 17 semble être corrélé avec un risque augmenté d'accidents cardiaques chez le patient ayant fait un infarctus, ce qui pose la question de la sécurité de ce type de traitement, même si ce risque est essentiellement théorique.